# Arthur Broughton
Arthur Broughton ( ?- 1796, Kingston ) fue un médico y botánico inglés que recolectó en Jamaica a finales del siglo XVIII. Pertenecía a la Bristol Royal Infirmary, y se retira a Jamaica por salud, donde fallecerá. 
Broughton envía numerosas especies tropicales al Real Jardín Botánico de Kew, con el "HMS Providence", incluyendo la "sanguineum de Swartz"; arribando los especímenes a finales de 1793, y se reporta que Broughtonia floreció ese mismo año.
Su legado: libros, manuscritos, medallas, monedas, fósiles, conchas, insectos acrecentarán la "Bristol Library Society", origen del "Bristol Museums Service". Su herbario contenía los más tempranos especímenes botánicos de Jamaica. Con ese herbario se logró realizar Flora of Jamaica de William Fawcett & Rendle, en 1910. Este herbario es una de las más importantes colecciones del "Bristol Museums Service".
Se sabe muy poco de Arthur Broughton, salvo de dos cartas escritas a Sir Joseph Banks (1743-1820) en mayo y en junio de 1793. Se pueden leer en el sitio de "State Library of New South Wales" : 

## Algunas publicaciones
- Hortus Eastensis

- La abreviatura «Broughton» se emplea para indicar a Arthur Broughton como autoridad en la descripción y clasificación científica de los vegetales.[1]

## Honores
- género Broughtonia
- especie Cassia broughtonii